# Emilia Plater
La Condesa Emilia Plater (Vilna, Imperio Ruso, 13 de noviembre de 1806 - Justianiów, Zarato de Polonia, 23 de diciembre de 1831) fue una noble szlachta y revolucionaria polaca durante la desintegración de la República de las Dos Naciones en las Particiones de Polonia.
 Participó en el Levantamiento de Noviembre dirigiendo una pequeña unidad y haciendo frente a las tropas rusas del zar Nicolás I de Rusia, obteniendo el rango de capitana. Su repentina muerte a causa de una enfermedad la impidió luchar durante el final del levantamiento.
A pesar de que no participó en ningún enfrentamiento de gran relevancia durante la guerra, su historia se popularizó entre los ciudadanos e inspiró numerosas obras de arte y de literatura. Es considerada heroína nacional en Polonia, Lituania y Bielorrusia, países que en la antigüedad formaron la República de las Dos Naciones.
Ha sido venerada por artistas polacos y por la nación en general como un símbolo de las mujeres que luchan por la causa nacional. Ella ha sido referida como la Juana de Arco lituana o polaca.

## Biografía

### Infancia
Emilia Plater nació el 6 de noviembre de 1806 en Vilna, República de las Dos Naciones (en la actualidad Lituania), aunque la confederación se disolvería al año siguiente, durante las Particiones de Polonia, pasando a formar parte del Imperio Ruso. Venía de una familia aristocrática polaco-lituana, aunque nativa de Westfalia, que se trasladó a Livorno en el siglo XV, y finalmente emigró a Lituania. En 1813, cuando Emilia tenía tan solo nueve años de edad, fue enviada a unos parientes lejanos de Daugavpils, en la actual Letonia, debido a que sus padres, Franciszek Ksawery Plater y Anna von der Mohl, se habían divorciado. 
Durante su temprana edad, la joven Emilia se interesó por la vida y obra de personajes tan famosos como Juana de Arco, la patriota griega Laskarina Bouboulina, y los polacos Tadeusz Kosciuszko y Adam Mickiewicz. Pronto empezó a aprender a montar a caballo e incluso a emplear un arma de fuego, cosa bastante inusual en una mujer del siglo XIX. En 1823, uno de sus primos fue reclutado a la fuerza en el Ejército Imperial Ruso como castigo por celebrar la Constitución del 3 de mayo; se dice que este incidente fue uno de los acontecimientos clave de su vida y que galvanizó su actitud pro-polaca y antirrusa. En 1829, Plater inició un gran viaje por toda la Mancomunidad polaco-lituana histórica, visitando Varsovia y Cracovia, y la campo de batalla de Raszyn. Su madre murió un año después; su padre se volvió a casar y se negó siquiera a conocer a su hija. Tras el estallido del Levantamiento de noviembre contra la Rusia imperial, se convirtió en una firme defensora de los sentimientos antitarsistas en las tierras del antiguo Gran Ducado de Lituania. Una docena de mujeres se unieron al levantamiento, entre ellas Antonina Tomaszewska, pero Plater se convirtió en la más famosa de todas.
Apasionada por los viajes, a partir de 1829 Emilia Plater empezó a viajar a través de las antiguas regiones que en su tiempo habían formado la República de las Dos Naciones, tales como Varsovia, Cracovia o el lugar donde había tenido lugar la Batalla de Raszyn, pero la repentina muerte de su madre interrumpió el viaje.

### Levantamiento de Noviembre

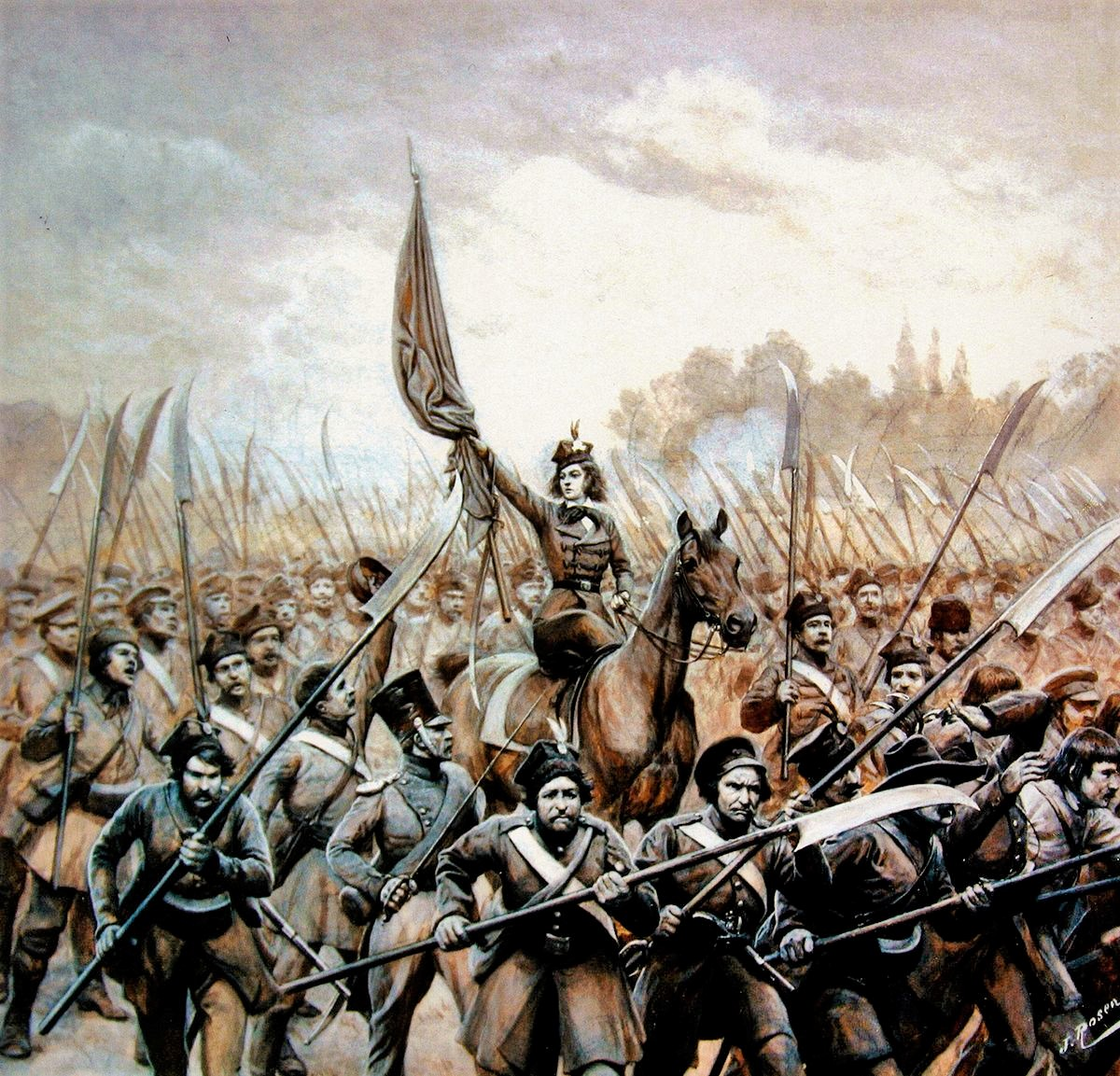
Emilia Plater liderando a varios partisanos armados con guadañas de guerra.

El 29 de noviembre de 1830 los insurgentes polacos de Varsovia dirigidos por Józef Chłopicki se rebelaron para conseguir la independencia del país después de bastante tiempo bajo el dominio zarista ruso. La revolución llegó incluso a las regiones que habían formado el Ducado de Lituania tiempo atrás. 
Animada por un espíritu patriótico, Emilia Plater decidió participar en la lucha, creando su propia unidad de partisanos que operaban en Lituania. Plater se cortó el pelo, se cosió su propio uniforme militar y organizó su grupo armado, formado por más de 280 soldados, 60 jinetes y cientos de campesinos armados con guadañas de guerra, inscritos de forma voluntaria. Una vez todo organizado, Emilia Plater emprendió su marcha desde Daugavpils, conquistando las ciudades circundantes bajo dominio zarista en abril de 1831. Luego trató de regresar a su punto de partida, pero después de descubrir que un fuerte estacamento de rusos se había establecido en la ciudad, la obligó a abandonar el plan.

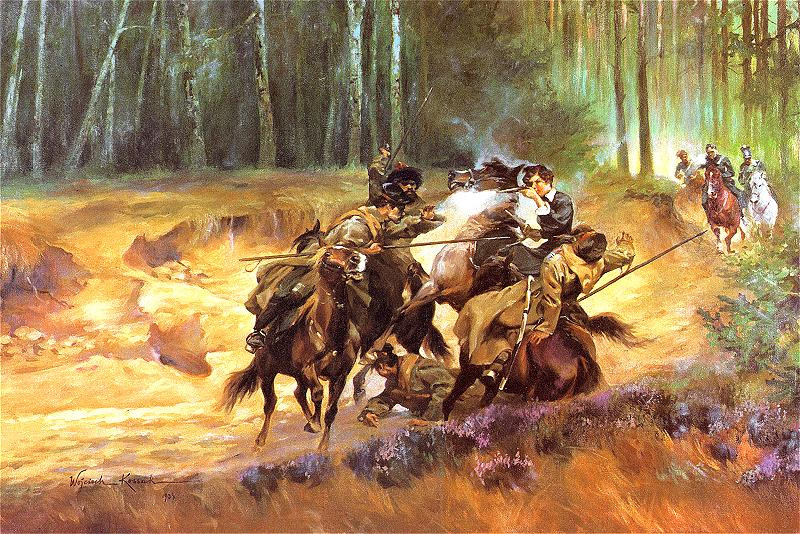
Emilia Plater en una escaramuza en Šiauliai. Pintura de Wojciech Kossak.

Por lo tanto decidió entrar en la región lituana de Samogitia, rumbo a Panevėžys, donde unió sus fuerzas con Karol Zaluski. Después de unirse al general polaco Dezydery Chlapowski, el ejército superó los diez mil hombres, y tomando ella misma el mando de todas las unidades presentes en Lituania. Según la leyenda popular, el general aconsejó a Emilia a renunciar al proyecto de liberar Polonia y volver a casa, pero la condesa respondió que no iba a dejar su uniforme hasta que su país no fuera liberado de una vez por todas de los rusos. 
Chlapowski fue nombrado comandante del Primer Regimiento de Infantería polaco-lituano. Emilia Plater luchó de tal forma que fue ascendida a capitana; pero a pesar de la valentía de los soldados polacos y lituanos, la revolución polaca quedó estancada rápidamente cuando el ejército zarista de Nicolás I de Rusia les hizo cruzar la frontera con Prusia y refugiarse en Brodnica, antes de rendirse ante los rusos el 5 de octubre de 1831.
Sin embargo, Emilia se negó a escapar a Prusia, y decidió avanzar hacia Varsovia para tratar de romper las líneas rusas. Finalmente, Emilia enfermó gravemente y murió el 23 de diciembre de 1831, en el castillo de la familia en Abłamowicz Justinavas (en polaco Justianiów); y su cuerpo fue enterrado en el pequeño pueblo de Kapciamiestis en Lazdijai, Lituania.

## Legado

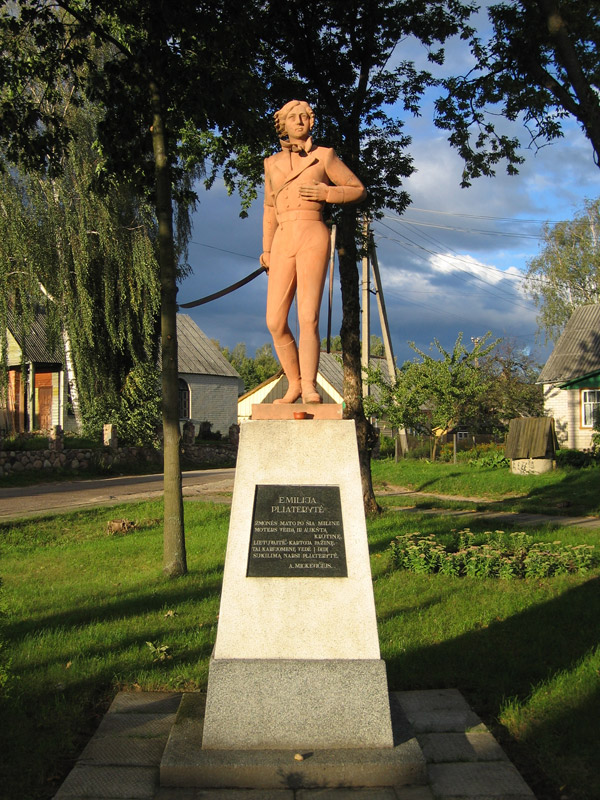
Monumento a Emilia Plater en Kapčiamiestis, Lituania, donde está enterrada.

El primer poema sobre Plater fue compuesto por Konstanty Gaszyński en junio de 1831. Su vida y su muerte fueron ampliamente difundidas poco después por la prensa polaca, lo que contribuyó a su creciente fama.La imagen de la doncella guerrera se popularizó y se convirtió en un símbolo del levantamiento. Adam Mickiewicz la inmortalizó en su poema de 1832, Śmierć pułkownika (Muerte de un coronel) donde la reivindicaba como líder, aunque la descripción de su muerte es pura ficción poética y sólo se basó vagamente en su vida real.  El poema asciende a Plater de capitán a coronel y se refiere a ella como la líder del levantamiento. Mickiewicz también ha idealizado su personalidad y habilidades, retratándola como la comandante ideal, adorada por sus soldados.Ese poema ha entrado en el plan de estudios de primaria en la Polonia comunista e independiente.
Se publicaron otras obras literarias basadas en su vida, la mayoría en el extranjero, tanto por Emigrados polacos como por extranjeros.En la literatura polaca, la vida de Plater aparece en una novela de Wacław Gąsiorowski, siete obras de teatro y varios poemas, entre ellos los de [Antoni Edward Odyniec y Maria Konopnicka.  Una obra en cuatro actos Les Polonais: événements historique de Charles Prosper se representó en el Cirque Olympique de París en 1831. Otras obras fueron escritas por Janina Sedlaczek (1895), Władysław Winiarski (1912), Adam Znamirowski (1915), Eustachy Czekalski (1917), Wanda Brzeska (1927), Tadeusz Korczyński (1933), Tadeusz Orsza Korpal (1937).  Una obra lituana de Antanas Vienuolis fue representada por el Teatro Estatal de Kaunas en 1939. Un drama poético de Judita Vaičiūnaitė fue emitido por la LRT Radijas.

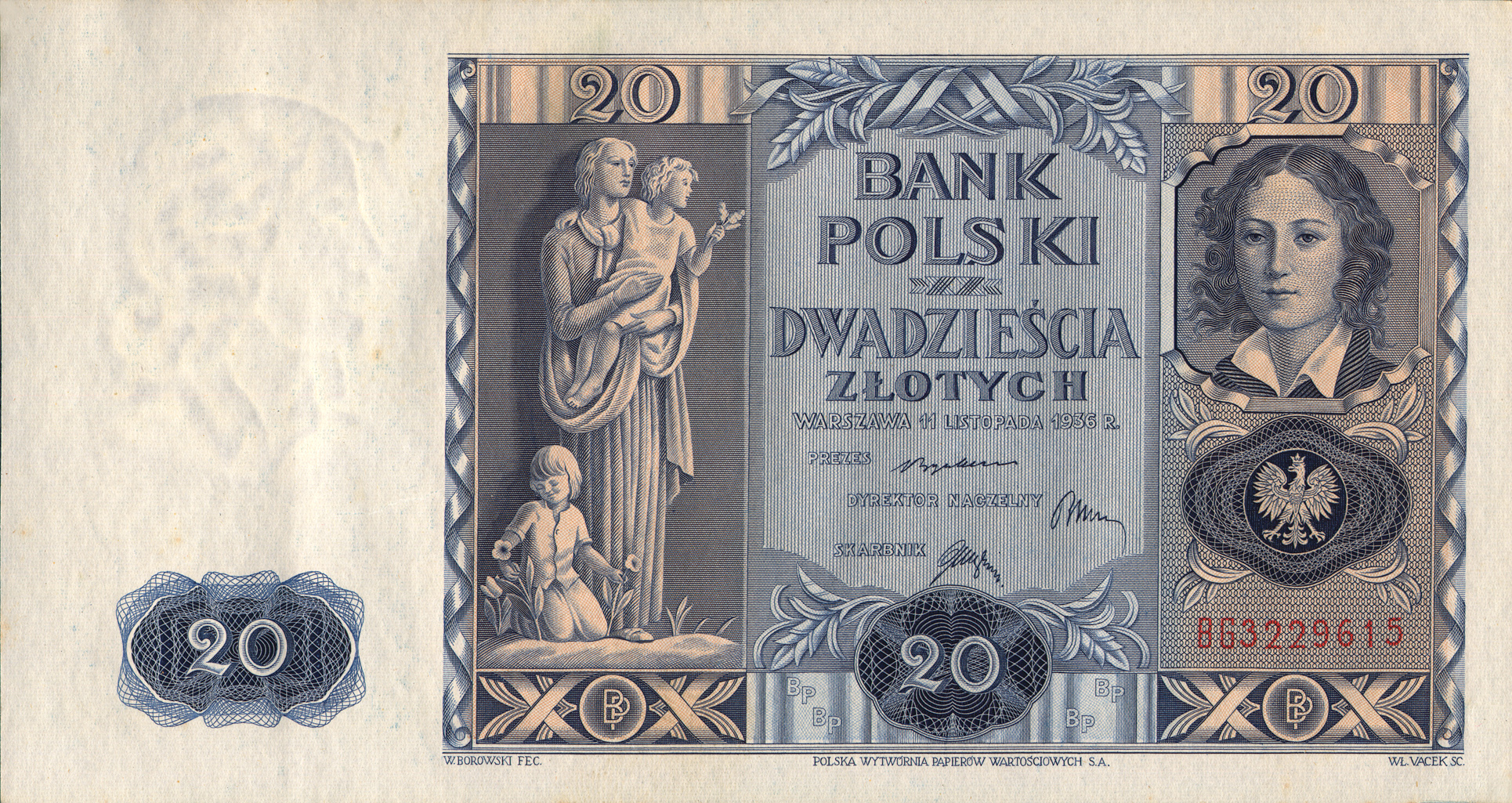
20 zloty billete que representa a Plater

Józef Straszewicz publicó tres versiones sucesivas de su biografía en francés.Una traducción al inglés, apoyada entre otros por el presidente John Tyler, se publicó en Nueva York en 1843.La mayoría de los biógrafos y escritores posteriores siguen en gran medida la versión idealizada de su vida presentada por Straszewicz. Plater también apareció como modelo a seguir en el libro La mujer en el siglo XIX (1845) de la defensora de los derechos de la mujer Margaret Fuller. En 1996, Halina Filipowicz publicó un estudio desde una perspectiva feminista sobre el legado de Plater en los roles y estereotipos de género en Polonia.
.

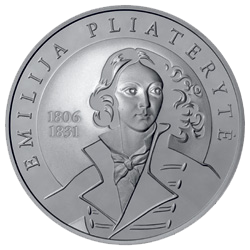
Moneda lituana de 50 litų conmemorativa del bicentenario del nacimiento de Plater

También se convirtió en el tema de las pinturas de varios artistas de la época, entre ellos Hippolyte Bellangé, Achille Deveria, Philipp Veit y Wojciech Kossak.Una litografía de François Le Villain basada en la obra de Deveria se convirtió en uno de los retratos más reconocibles de ella, popularizando su imagen de mujer guerrera delicada y noble.
Emilia Plater ha sido representada en el billete de 50 zloty en 1940. Apareció representada en el billete de 20 zloty de la Segunda República Polaca. Durante la Segunda Guerra Mundial, una unidad de apoyo femenina polaca, el Batallón Independiente de Mujeres Emilia Plater, parte de la Primera División de Infantería polaca Tadeusz Kościuszko soviética, fue bautizada en su honor; sus antiguos miembros fundaron el pueblo de Platerówka en Baja Silesia.  Varias calles, entre ellas una en VarsoviaEn Kapčiamiestis, se inauguró en 1984 un pequeño museo conmemorativo en su honor y en 1999 se erigió un monumento a Plater obra del escultor Antanas Ambrulevičius. 
Emilia Plater es mecenas de 14 escuelas en Polonia y varias en Lituania.
En Bielorrusia se han venido celebrando exposiciones artísticas e históricas conmemorativas de Emilia Plater, aunque su figura sigue siendo en gran medida ignorada por la ideología oficial estatal del régimen de Lukashenka.